# Barbro Östlihn
Barbro Margareta Östlihn, född 20 maj 1930 i Stockholm, död 27 januari 1995, var en svensk målare.

## Verk
Östlihn studerade vid Konstfackskolans avdelning för dekorativ målning 1948–1949 och vid Högre konstindustriella skolan 1951–1954 samt fram till 1959 vid Kungliga konsthögskolan. Hon genomförde dessutom ett flertal studieresor i Europa. Under den tid hon var gift med Öyvind Fahlström vistades hon långa perioder i New York där hon kom i nära kontakt med den avantgardistiska konsten. Hon tilldelades ett stipendium ur Kungafonden 1961. Hennes tidiga konst som var inriktat mot abstraherande husvolymer och landskapsskildringar visades på en grupputställning i Nynäshamn 1957 och i HSB:s utställning God konst i alla hem 1957. Familjelivet med skötsel av barn och hushåll tog mycket av hennes tid under 1950-talet och när hon senare återkom på utställningen aspect 61 på Liljevalchs konsthall hade hennes konst märkbart förändrats med husfasader från New York, lättigenkännliga porträttansikten och stiliserade arkitekturformer som knyter an till Jasper Johns konst. Separat ställde hon bland annat ut på Gallery Cordier & Ekstrom i New York 1963 och hos Tibor de Nagy 1966. Under sin tid i USA medverkade hon i ett flertal samlingsutställningar bland annat i New York, Philadelphia och Baltimore. Ett flertal av Östlihns verk finns i Moderna museets samling och på Göteborgs konstmuseum. En katalog "Barbro Östlihn Liv och konst," gavs ut 2003 i samband med en retrospektiv utställning på Norrköpings Konstmuseum. Katalogen behandlar Östlihns konstnärskap i Stockholm 1930–1961, New York 1961–1976 och Paris 1976–1995. I katalogen finns biografi, bibliografi och verkförteckning. Förordet är skrivet av Birgitta Flensburg och Annika Öhrner. Annika Öhrners doktorsavhandling handlar om Barbro Östlihn och New Yorks avantgarde på 1960-talet.

## Familj
Östlihn var dotter till civilingenjören Martin Östlihn och slöjdläraren Greta Nilsson. Östlihn var gift första gången 1953–1960 med konstnären Björn H. Hallström (1931–2001) och andra gången 1960–1975 med konstnären Öyvind Fahlström. Hon är begravd på Norra begravningsplatsen utanför Stockholm.